# Resolution 67 des UN-Sicherheitsrates
Die Resolution 67 des UN-Sicherheitsrates ist eine Resolution, die der Sicherheitsrat der Vereinten Nationen am 28. Januar 1949 beschloss. Diese Resolution sollte einen Beitrag dazu leisten, den Indonesischen Unabhängigkeitskrieg friedlich zu beenden.

## Abstimmung
Über die Resolution wurde in Teilen abgestimmt; über den Text als Ganzes wurde nicht abgestimmt.

## Inhalt
Es wurde zufriedenstellend festgestellt, dass beide Parteien des indonesischen Konflikts weiterhin an den Grundsätzen des Renville-Abkommens festhalten; der Rat forderte die Niederlande auf, alle militärischen Operationen unverzüglich einzustellen, und forderte die Republik Indonesien auf, ihren bewaffneten Anhängern anzuordnen, den Guerillakrieg einzustellen und beide Parteien bei der Wiederherstellung des Friedens und der Aufrechterhaltung von Recht und Ordnung in der gesamten Region zusammenzuarbeiten. Der Rat forderte die Niederlande ferner auf, alle seit dem 17. Dezember 1948 verhafteten politischen Gefangenen freizulassen und die unverzügliche Rückkehr von Beamten der Regierung der Republik Indonesien nach Jogjakarta zu erleichtern und ihnen die Einrichtungen zur Verfügung zu stellen, die diese Regierung nach vernünftigem Ermessen für ihr wirksames Funktionieren in diesem Gebiet benötigt.
Die Resolution forderte daraufhin die Schaffung föderaler „Vereinigte Staaten von Indonesien“, in denen die Wahlen für die Wähler zu einer verfassungsgebenden Versammlung bis Oktober 1949 abgeschlossen sein sollten und an die die Niederlande bis Juli 1950 die Souveränität über Indonesien abtreten sollten. Zu diesem Zweck benannte der Rat den Ausschuss der Guten Dienste in „Kommission der Vereinten Nationen für Indonesien“ um und beauftragte ihn mit allen Aufgaben des alten Ausschusses sowie mit der Beobachtung der Wahlen und der Gewährleistung der Versammlungs-, Rede- und Publikationsfreiheit sowie mit der Überwachung der Übergabe von Teilen Indonesiens an die republikanische Regierung und der Herausgabe periodischer Berichte an den Rat.